# Julian Wadham
Julian Neil Rohan Wadham (Ware, 7 augustus 1958) is een Engels film-, theater- en televisieacteur.

## Loopbaan
Wadham verscheen op televisie zowel als Charles II van Engeland in het BBC-docudrama Wren: The Man Who Built Britain uit 2004 en als koning George V in het toneelstuk My Boy Jack en speelde rollen in een aantal films, waarvan The English Patient de bekendste is. Hiervoor werd hij samen met de gehele cast genomineerd voor een Screen Actors Guild Award.

## Filmografie (incompleet)
- The Happy Prince (2018)
- Victoria and Abdul (2017)
- The 9th Life of Louis Drax (2016)
- The Riot Club (2014)
- Outpost 2 Black Sun (2012)
- The Iron Lady  (2011)
- Outpost (2008)
- Goya's Ghosts (2006)
- Wah-Wah (2005)
- Dominion: Prequel to the Exorcist (2005)
- Exorcist: The Beginning (2004)
- A Different Loyalty (2004)
- The Commissioner (1998)
- Wingless Bird (1997)
- Preaching to the Perverted  (1997)
- The English Patient (1996)
- The Madness of King George (1994, als Pitt junior)
- Maurice (1987)

- Bibliothèque nationale de France: cb15521668n (data)
- Gemeinsame Normdatei: 1061691403
- International Standard Name Identifier: 0000 0003 8200 6715
- Library of Congress Control Number: no2007011136
- Nationale Bibliotheek van Israël: 987007316081405171
- Virtual International Authority File: 263523345
- WorldCat: E39PBJrcqGpqWW88frmyPf7fv3